# Käsemarkt (Wüstung)

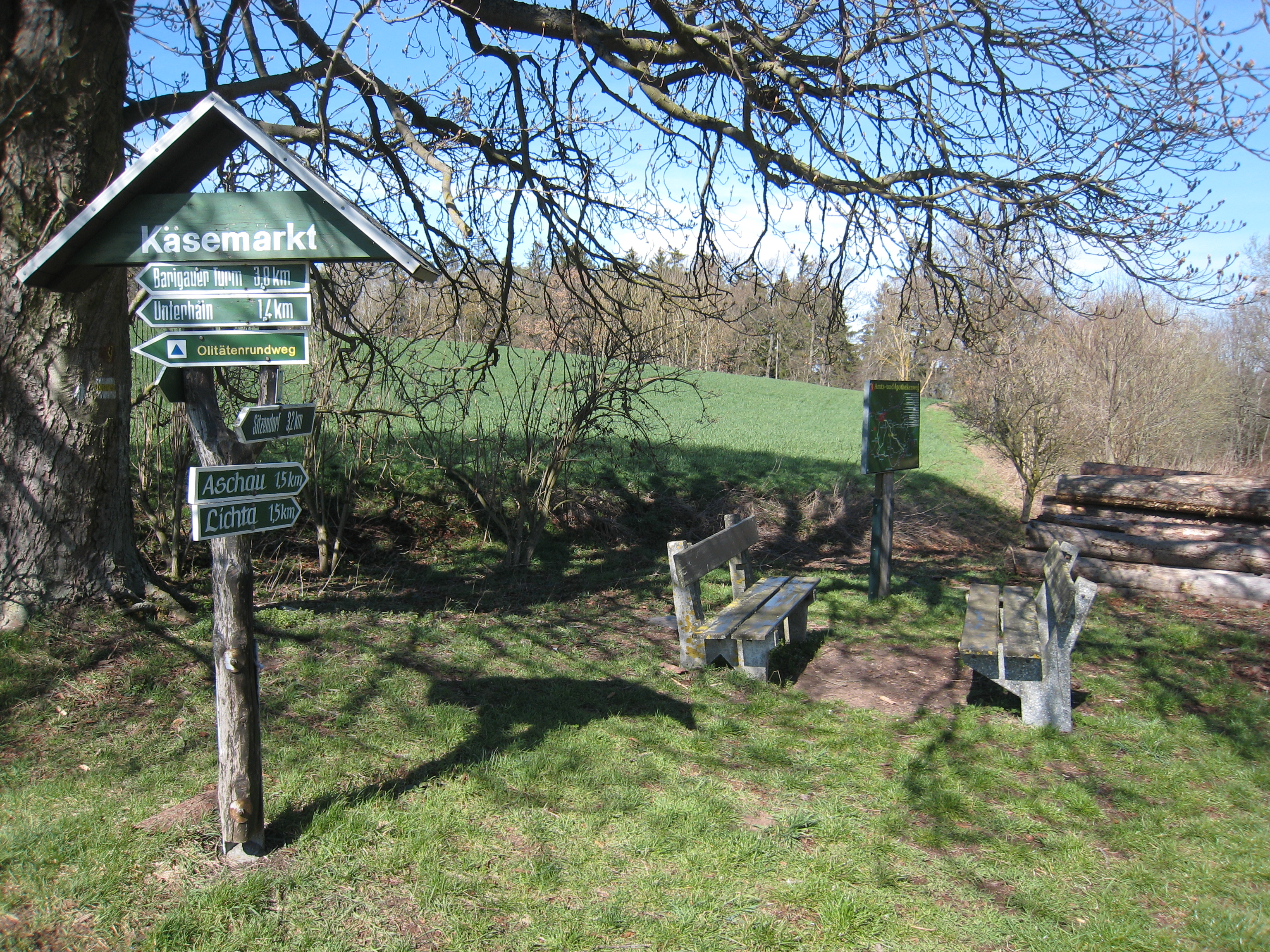
Wüstung Käsemarkt

Die Wüstung Käsemarkt ist ein gewisses Umfeld der Gemeinde Königsee im Landkreis Saalfeld-Rudolstadt in Thüringen.

## Lage
Das wüste Umfeld befindet sich an der alten Landstraße zwischen Sitzendorf nach Königsee und war erst die Tanndorfer Schänke mit Kegelbahn.

## Geschichte
Der Gutsherr aus Aschau ließ das Gebäude für den Käsemarkt umbauen und einrichten. Die Ersterwähnung erfolgte bereits am 19. November 1370 mit 20 Ortschaften des damaligen Kreises Rudolstadt. 1837 brannte das Gebäude ab und fiel mit dem Nebengelass wüst.